# Степные жаворонки
Степные жаворонки (лат. Melanocorypha) — род воробьиных птиц из семейства жаворонковых (Alaudidae).

## Классификация
Международный союз орнитологов относит к роду 5 видов:
- Melanocorypha bimaculata (Ménétries, 1832) — Двупятнистый жаворонок, или двупятнистый степной жаворонок
- Melanocorypha calandra (Linnaeus, 1766) — Степной жаворонок, или обыкновенный степной жаворонок, или джурбай, или каландра
- Melanocorypha maxima Blyth, 1867 — Большой жаворонок, или большой степной жаворонок[1]
- Melanocorypha mongolica (Pallas, 1776) — Монгольский жаворонок, или монгольский степной жаворонок
- Melanocorypha yeltoniensis (J. R. Forster, 1768) — Чёрный жаворонок, или чёрный степной жаворонок